# Kaleidoscalp
Kaleidoscalp è il quindicesimo album in studio del chitarrista statunitense Buckethead, pubblicato il 22 novembre 2005 dalla Tzadik Records, etichetta di John Zorn.

## Il disco
Contiene il brano The Android of Notre Dame realizzato in memoria del chitarrista dei Pantera Dimebag Darrell, ucciso nel 2004 durante un concerto. Il brano era inizialmente intitolato Dime (soprannome di Darrell) e venne resa disponibile per il download gratuito sul suo sito ufficiale poco dopo l'incidente.
Nel gennaio 2009, Buckethead pubblicò Slaughterhouse on the Prairie, nel quale è presente una seconda parte di Rack Maintenance.

## Tracce
Musiche di Buckethead e Dan Monti.
1. Frankenseuss Laboratories – 4:33
2. Stun Pike and the Jack in the Box Head – 4:11
3. Music Box Innards – 3:46
4. Breakfast Cyborg – 4:20
5. The Bronze Bat – 0:38
6. The Last Ride of the Bozomobile – 2:02
7. Rack Maintenance – 4:34
8. The Sticker on Hallucinogens – 1:40
9. Pylon Shift – 4:31
10. Citadel – 3:28
11. The Slunk, the Gutter and the Candlestick Maker – 4:16
12. The Android of Notre Dame – 3:37
13. She Sells Sea Shells By the Slaughterhouse – 11:43

## Formazione
- Buckethead - chitarra

Altri musicisti
- Dan Monti - basso, missaggio[1]